# San Matías (gemeente)
San Matías is een gemeente (municipio) in de Boliviaanse provincie Ángel Sandoval in het departement Santa Cruz. De gemeente telt naar schatting 15.901 inwoners (2018). De hoofdplaats is San Matías.